# Carolina Tejera
Pour les articles homonymes, voir Tejera.
Carolina Tejera, née le 14 octobre 1976 à Caracas, est une actrice  vénézuélienne.

## Biographie
Nelly Carolina Tejera est connue comme actrice de telenovelas vénézuéliennes et américaines.
Le 4 mars 2006, elle se marie avec le chef d'entreprise costarricain Don Stockwell. Le 2 août 2006, Carolina met au monde son premier enfant appelé Michael Aslan Stockwell Tejera.
Après cinq ans de mariage, Carolina et Don Stockwell divorcent à l'amiable le 5 mai 2011. Carolina s'installe officiellement à Miami avec son fils Michael.

## Carrière
Son premier rôle est dans la telenovela Sirena en 1993 pour RCTV. Elle tient d'autres rôles importants dans sa carrière dans des telenovelas comme La hija del presidente et Reina de corazones. 
En 1999, RCTV lui confie son premier rôle de protagoniste dans la telenovela vénézuélienne Mujer secreta avec l'acteur Juan Carlos Vivas. Elle y interprète une femme de 33 ans.
En 2000, elle tient son deuxième rôle de protagoniste avec RCTV dans la telenovela Hay amores que matan. En 2001, elle participe à la telenovela Carissima où elle incarne Maribella. 
En 2002, l'actrice signe un contrat avec Venevisión International et vas à Miami pour tourner dans la telenovela 'Gata salvaje' pour interpréter Eva Granados, une femme ambitieuse. C'est le rôle qui lui apporte renommée et l'internationalisation et elle fait une tournée en Europe et en Asie. 
Elle enregistre ensuite deux autres telenovelas, une au Pérou, La mujer de Lorenzo avec Iguana Producciones et Venevisión International entre 2003 et 2004, et l'autre Inocente de ti avec Televisa entre 2004 et 2005.
En 2008, elle tourne dans la telenovela Valeria cette fois pour la télévision américaine Univisión dans laquelle elle interprète Miroslava, une femme avec une double personnalité. C'est le rôle d'antagoniste principal de la telenovela.

## Filmographie

### Telenovelas
- 2000 : Hay amores que matan : Amanda Santacruz
- 2001 : Carissima : Marbella Vallemorín
- 2002 : Gata salvaje : Eva Granados
- 2003 : La mujer de Lorenzo : Laura
- 2004 : Inocente de ti : Nuria Salas
- 2005 : Cinco vidas : Diana Perez / Dina Molinari Duval
- 2007 : Lola, erase una vez : Samara Romero
- 2008 : Valeria : Miroslava Montemar
- 2010 : Alguien te mira : Valeria Stewart
- 2010-2011 : Aurora : Clara Amenabar
- 2011 : Mi corazón insiste : Diana Mirabal
- 2012 : Corazón valiente : Lorena Barrios
- 2014 : Cosita linda : Tiffany Robles

### Programmes télévisés
- 2007 : Bailando por un sueño : concurrente